# NGC 4730
NGC 4730 ist eine elliptische Zwerggalaxie vom Hubble-Typ E/S0 im Sternbild Zentaur am Südsternhimmel. Sie ist schätzungsweise 86 Millionen Lichtjahre von der Milchstraße entfernt und hat einen Durchmesser von etwa 25.000 Lichtjahren.  Im selben Himmelsareal befinden sich u. a. die Galaxien NGC 4706, NGC 4729, NGC 4743, NGC 4744.
Das Objekt wurde am 8. Juni 1834 von John Herschel mit einem 18–Zoll–Spiegelteleskop entdeckt, der dabei nur „The second of three“ schrieb.